# Gewone zilverspar
De gewone zilverspar (Abies alba) is een boom uit de dennenfamilie (Pinaceae). De Europese conifeer vormt natuurlijke bossen in gebergten als de Alpen, Pyreneeën en de Balkan. Het hout wordt als timmerhout gebruikt en voor de fabricage van meubels. De boom kan meer dan 40 m hoog worden. In Midden-Europa kan een hoogte van 55-60 m bereikt worden.
De soort wordt veel aangeplant in de bosbouw en in tuinen.

## Kroon
De kroon van de boom is smal en kegelvormig. De platte, brede takken staan in etages rond de stam met naar boven gebogen punt. De boomschors is donkergrijs en glad. Jonge bomen hebben harsblaren. Met het ouder worden ontstaan door groeven vierkante platen.
De takken zijn dofgrijs en hebben donkere haren. De naalden zijn dik en zijn voorzien van een insnijding in de top. Van boven is de naald donkergroen; aan de onderzijde zijn twee smalle, witte strepen te zien. Ze staan aan weerszijden van de twijgen.

## Kegels
De kegels zijn rechtopstaand en cilindervormig. Ze worden 10-15 cm lang. Bij rijping wordt de kleur van groen tot oranjebruin. De zaadschubben zijn groot en de dekschubben zijn 6-7 mm lang. De laatste hebben een naar beneden gebogen punt.

## Toepassingen
De soort is belangrijk voor de productie van hout. Jonge exemplaren worden ook geoogst en gebruikt als kerstboom.
Het hout van de gewone zilverspar wordt onder de naam dennenhout gebruikt, onder andere als zacht, geelwit timmerhout voor planken of kisten en vindt ook toepassing in de fabricage van papier. 
Ook wint men olie of terpentijn uit de stam en bladeren. Dit wordt gebruikt in de geneeskunde en diergeneeskunde bij kneuzingen en verstuikingen. Straatsburgse terpentijn wordt uit de harsblaren gehaald en wordt gebruikt in verf en vernis. De etherische olie uit zowel de naalden als de kegels wordt wel gebruikt in parfum en cosmetica.
|                                                   |  |
| Natuurlijke verspreiding van de gewone zilverspar |  |